# Aslan Atem
Aslan Atem (7 gennaio 1991) è un lottatore turco, specializzato nella lotta greco-romana. È stato vicecampione iridato ai Budapest 2018 negli 80 chilogrammi.

## Palmarès
- Mondiali

Budapest 2018: argento negli 80 kg.
- Europei

Riga 2016: bronzo negli 80 kg.
Novi Sad 2017: bronzo negli 80 kg.
- Campionati del Mediterraneo

Istanbul 2010: bronzo negli 84 kg.
- Mondiali universitari

Pécs 2014: oro negli 80 kg.
Çorum 2016: argento negli 80 kg.
- Mondiali junior

Bucarest 2011: bronzo negli 84 kg.
- Europei junior

Samokov 2010: oro negli 84 kg.
Zrenjanin 2011: bronzo negli 84 kg.
- Europei cadetti

Daugavpils 2008: oro nei 76 kg.